# ユゼフ・ポトツキ
ユゼフ・ポトツキ（ポーランド語: Józef Potocki、1673年 - 1751年5月19日）は、ポーランド・リトアニア共和国の大貴族（マグナート）。国王に次ぐ共和国軍の最高司令官、王冠領大ヘトマンの地位にあった。スタニスワフ・レヴェラ・ポトツキの孫。

## 生涯
ユゼフは当時の共和国で最も富裕だと言われた資産家で、1702年から1744年までキエフ県知事を、1733年に召集軍隊の臨時司令官（レギメンタシュ）を、1735年より王冠領大ヘトマンを、1743年よりポズナン県知事を、1748年よりクラクフ城代をそれぞれ務めた。またハールィチ、ワルシャワ、レジャイスク、コウォミャ、チェルヴォノグルト、シニャティンおよびボレムフの代官だった。
1703年、ユゼフはウクライナでセメーン・パリーイに率いられた農民による反乱を鎮圧した。大北方戦争の時期、彼は当初アウグスト2世の支持者になっていたが、その後スタニスワフ・レシチニスキ支持派に鞍替えした。ところがこの選択は凶と出て、彼は1708年のコニェツポルの戦いに敗れ、ポルタヴァの戦いの後はハンガリーおよびトルコで亡命生活をおくることを余儀なくされた。1714年に帰国すると、宮廷を牛耳る「ファミリア」に敵対するグニェズノ大司教テオドル・ポトツキと結ぶようになる。
1733年にポーランド継承戦争が起きると、ユゼフは再びレシチニスキ支持に回った。彼はジクフ連盟の臨時司令官を務め、ポーランド連盟軍を率いてロシアとザクセンの軍勢と各地で戦火を交えた。1735年、彼は新王アウグスト3世の即位を承認したが、その後間もなくトルコ、スウェーデン、プロイセンと共謀し、国王とその宮廷に対するクーデタ計画を練ったという。